# شبکه اشراق
شبکهٔ اشراق، کانال تلویزیونی استانی متعلق به سازمان صدا و سیمای جمهوری اسلامی ایران است که ویژهٔ مردم استان زنجان برنامه پخش می‌کند. این شبکه در شهر زنجان فعالیت می‌کند.
این شبکه در تاریخ ۱۶ مرداد ماه ۱۳۸۳ با تلاش و همت کارکنان مرکز و با حضور عزت الله ضرغامی ریاست وقت سازمان و مسئولان و مقامات محلی فعالیت خود را به‌طور رسمی آغاز کرد.

## برنامه‌ها
برنامه‌های شبکهٔ اشراق، شامل برنامه‌های تولیدی مرکز زنجان، بازپخش برنامه‌های پرمخاطب سایر کانال‌ها و نیز برنامه‌های زندهٔ تلویزیونی است.